# Nerello Cappuccio
Die Rotweinsorte Nerello Cappuccio ist nach den Sorte Nero d’Avola und Nerello Mascalese die dritthäufigst angebaute auf der italienischen Insel Sizilien.
Empfohlen ist sie in den Provinzen, Freien Gemeindekonsortien bzw. Metropolitanstädten Catania, Caltanissetta, Cosenza, Enna und Messina. Zugelassen ist sie ebenfalls im Freien Gemeindekonsortium Agrigent sowie der Metropolitanstadt Reggio Calabria und der Provinz Catanzaro in der Festlandregion Kalabrien.
Die gesamte bestockte Rebfläche beläuft sich auf etwa 6550 Hektar.
Die spätreifende Sorte wird sortenrein und im Verschnitt häufig zu alkoholreichem Tafelwein akzeptabler Qualität verarbeitet. In der DOC-Region Etna wird er zu max. 20 % zu sehr hochwertigen tanninreichen und ausgewogenen rubinroten Rotweinen verarbeitet.

## Synonyme
Nerello Cappuccio ist auch unter folgenden Namen bekannt: Aglianico, Alicante Barletta, Cassano, Castiglione, Castigliono, Castigliono Nero, Lacrima, Malvasia, Mantiddatu Niuru, Mantonico Nero, Marchesana, Monteleone, Nerello, Nerello Ammantellato, Nerello Cappuccio Mantellato, Nerello di S. Antonio, Nerello di San Antonio, Nerello Mantellato, Nireddu Cappucciu, Nirello Cappucio, Niureddu, Niureddu Ammatiddatu, Niureddu Calabrisi, Niureddu Cappucciu, Niureddu Mascali, Niureddu Minuteddu, Niuru Cappucciu, Nivredda Cappucin, Nurieddu Cappuciu, Nurrueddu Cappucciu, Perricone, Sagarese, Uva Antica Nera, Vuianese, Zagarese, Zagarese Nero, Zagarolese, Zuccheio Canella, Zucchero e Cannella, Zucchero et Cannella, Zuchero Carmella.

## Ampelographische Sortenmerkmale
In der Ampelographie wird der Habitus folgendermaßen beschrieben:
- Die Triebspitze ist offen. Sie ist weißwollig behaart und die Spitzen sind karminrot gefärbt. Die gelblichen, bronzefarben gefleckten Jungblätter sind noch leicht wollig behaart.
- Die mittelgroßen Blätter sind drei- bis fünflappig und mitteltief gebuchtet. Die Stielbucht ist U -förmig offen bis lyrenförmig geschlossen. Das Blatt ist spitz gesägt. Die Zähne sind im Vergleich zu anderen Rebsorten mittelweit gesetzt.
- Die konus- bis pyramidalförmige Traube ist mittelgroß und dichtbeerig. Die rundlichen Beeren sind mittelgroß und von bläulich-schwarzer Farbe.

Die Rebsorte reift ca. 30 Tage nach dem Gutedel und gilt somit im internationalen Vergleich als spät reifend. In Sizilien erfolgt die Ernte Anfang bis Mitte Oktober.
Die wuchskräftige Sorte erbringt gleichmäßig gute Erträge.